# Sabelo Ndzinisa
Sabelo Ndzinisa (Ntshanini, Suazilandia; 31 de julio de 1991) es un futbolista de Suazilandia que juega en la posición de delantero y que actualmente milita en el Mbabane Highlanders de la Primera División de Suazilandia.

## Carrera

### Club
| Periodo   | Club                |
| --------- | ------------------- |
| 2012–2019 | Mbabane Swallows    |
| 2020–2021 | Mbombela United     |
| 2021–     | Mbabane Highlanders |

### Selección nacional
Debutó con Suazilandia el 11 de noviembre de 2012 en un partido ante Lesoto; y su primer gol con la selección nacional lo anotó el 22 de mayo de 2015 en el empate 1-1 ante Madagascar en Phokeng, Sudáfrica por la Copa COSAFA 2015. Actualmente es uno de los goleadores históricos de la selección nacional.

## Logros
- Primera División de Suazilandia: 1

2012/13
- Copa de Suazilandia: 1

2013